# 데레사여자중학교
데레사여자중학교는 부산광역시 동구 범일동에 있었던 사립 중학교이다.

## 연혁
1954년에 개교하였으며, 도심 공동화로 인하여 1999년에 폐교되었다.
- 1954년 5월 10일 : 데레사여자중고등학교 개교
- 1969년 9월 1일 : 중·고등학교 분리

## 같이 보기
- 데레사여자고등학교